# Beaujeu (Alpes da Alta Provença)
Beaujeu é uma comuna francesa na região administrativa da Provença-Alpes-Costa Azul, no departamento dos Alpes da Alta Provença. Estende-se por uma área de 45,68 km². Em 2010 a comuna tinha 131 habitantes (densidade: 2,9 hab./km²).